# 장안고등학교
장안고등학교(長安高等學校)는 대한민국 경기도 수원시 장안구 정자동에 위치한 공립 고등학교이다.

## 학교 연혁
- 1999년 1월 15일 : 장안고등학교 설립인가(3년제 24학급)
- 1999년 2월 23일 : 교실 28실, 특별교실 7실, 부속실 1실 신축
- 1999년 3월 1일 : 장안고등학교 개교
- 1999년 3월 1일 : 초대 한상표 교장 취임
- 1999년 3월 3일 : 제1회 376명 입학 (8학급)
- 2002년 2월 7일 : 제1회 졸업 (348명)
- 2002년 7월 12일 : 도서관 「책사랑」 이전 개관
- 2005년 10월 3일 : 학생체육관, 급식소, 특별교실 4실 증축
- 2006년 1월 26일 : 학생복지관 증축
- 2007년 3월 1일 : 경기도교육청지정 「방과후학교」 시범학교 운영
- 2007년 10월 11일 : 소강당 준공
- 2011년 12월 15일 : 경기도교육청지정 「창의적체험활동」 시범학교 운영
- 2022년 3월 1일 : 제9대 이춘배 교장 취임
- 2023년 12월 22일 : 제23회 졸업식(246명, 누계 8,125명)
- 2024년 3월 4일 : 신입생 283명 입학(10학급)

## 참고 자료
- 장안고등학교 - 한국교육학술정보원 학교알리미